# Lur laua
Lur laua (‘terra plana’) és una antiga denominació administrativa de part de Biscaia, País Basc, que en temps del Senyoriu agrupava els territoris i poblacions que es regien, jurídicament, pel fur de Biscaia, la legislació tradicional del Senyoriu. Estava composta pels elizates organitzades en merindades. Quedaven fora de la terra plana, amb furs diferents, la ciutat i les viles, el Duranguesat i les Encartaciones. En formaven part també les viles alabeses d'Aramaio i Laudio.